# Znanost in tehnologija dinastije Han
V času dinastije Han (202 pr. n. št. – 220 n. št.) se je na Kitajskem zgodilo veliko pomembnih novosti v zgodovini znanosti in tehnologije.
V obdobju Han so se zgodile velike inovacije v metalurgiji. Po izumih visoke peči in kupolne peči v času dinastije Džov (ok. 1046–256 pr. n. št.) za izdelavo surovega oziroma litega železa sta se v obdobju Han razvila jeklo in kovano železo z uporabo finega kovanja in litja železa. Z vrtanjem globokih vrtin v zemljo Kitajci niso uporabljali le vrtalnih stolpov za dvigovanje slanice na površje, kjer so jo kuhali v sol, temveč so postavili tudi bambusove cevovodne transportne sisteme, ki so zemeljski plin dovajali kot gorivo v peči.
Tehnike taljenja so izboljšali izumi, kot je meh na vodno kolo; posledična široka razširjenost železnega orodja je olajšala rast kmetijstva. Za obdelavo zemlje in sajenje ravnih vrst poljščin so v ljudstvu Han izumili izboljšan težki plug s tremi železnimi lemeži in robustno večcevno železno sejalnico, kar je močno povečalo pridelek in s tem ohranilo rast prebivalstva. Metoda oskrbe namakalnih jarkov z vodo se je izboljšala z izumom mehanske verižne črpalke, ki jo je poganjalo vrtenje vodnega kolesa ali vlečnih živali in je lahko prenašala namakalno vodo po dvignjenih terenih. Vodno kolo se je uporabljalo tudi za pogon kladiv pri tolčenju žita in za vrtenje kovinskih obročev mehansko gnane astronomske armilarne krogle, ki predstavlja nebesno kroglo okoli Zemlje.
Han so sprva pisali na bambusovih zvitkih, prevezanih s konopljo; do 2. stoletja našega štetja so izumili postopek izdelave papirja, ki je ustvaril pisalni medij, ki je bil poceni in enostaven za izdelavo. Izum samokolnice je pomagal pri prevozu težkih tovorov. Pomorska ladja za prevoz odpadkov in smerno krmilo na krmi so Kitajcem omogočili, da so se podali iz mirnejših voda notranjih jezer in rek na odprto morje. Izum mreže za zemljevide in zemljevide z dvignjenim reliefom je omogočil boljšo navigacijo. V medicini so uporabljali nova zeliščna zdravila za zdravljenje bolezni, kalisteniko za ohranjanje telesne pripravljenosti in regulirano prehrano za preprečevanje bolezni. Oblasti v prestolnici so bile vnaprej opozorjene na smer nenadnih potresov z izumom seizmometra, ki ga je sprožila vibracijsko občutljiva nihalna naprava.
Za označevanje prehoda letnih časov in posebnih priložnosti so Han uporabljali dve različici lunisolarnega koledarja, ki sta bili vzpostavljeni zaradi prizadevanj v astronomiji in matematiki. Kitajski napredek v matematiki v obdobju Han vključuje odkritje kvadratnih korenov, kubičnih korenov, pitagorejskega izreka, Gaussove eliminacije, Hornerjeve sheme, izboljšane izračune števila pi in negativnih števil. Zgrajenih je bilo na stotine novih cest in prekopov, ki so olajšali prevoz, trgovino, pobiranje davkov, komunikacijo in premikanje vojaških čet. Kitajci v dobi Han so za prečkanje vodnih poti in globokih sotesk uporabljali tudi več vrst mostov, kot so gredni most, ločni mostovi, preprosti viseči mostovi in pontonski mostovi. Ruševine obrambnega mestnega obzidja iz opeke ali zbite zemlje iz obdobja Han še vedno stojijo.

## Sodobne perspektive
Jin Guantao, profesor na Kitajski univerzi v Hongkongu, Fan Hongje, raziskovalec Kitajske akademije znanosti, in Liu Čingfeng, profesor na Kitajski univerzi v Hongkongu, trdijo, da je bil zadnji del dinastije Han edinstveno obdobje v zgodovini predmoderne kitajske znanosti in tehnologije. Primerjajo ga z neverjetnim tempom znanstvene in tehnološke rasti v času dinastije Song (960–1279). Vendar pa trdijo tudi, da kitajska znanost brez vpliva protoznanstvenih načel v starodavni filozofiji mohizma še naprej ni imela dokončne strukture:
Od srednjega in poznega vzhodnega Hana do zgodnjih dinastij Vei in Džin je neto rast starodavne kitajske znanosti in tehnologije doživela vrhunec (drugi vrh takoj za severno dinastijo Song) ... Hanove študije konfucijanskih klasikov, ki so dolgo časa ovirale socializacijo znanosti, so upadale. Če bi mohizem, bogat z znanstveno mislijo, hitro rasel in se okrepil, bi bile razmere morda zelo ugodne za razvoj znanstvene strukture. Vendar se to ni zgodilo, ker se zametki primitivne strukture znanosti niso nikoli oblikovali. V poznem vzhodnem Hanu so se v procesu družbene preobrazbe ponovno zgodili katastrofalni pretresi, ki so privedli do največje družbene motnje v kitajski zgodovini. Lahko si predstavljamo vpliv te nesreče na znanost.
Joseph Needham, profesor z Univerze v Cambridgeu in avtor serije Znanost in civilizacija na Kitajskem, je izjavil, da je bil »čas Han (zlasti pozni Han) eno relativno pomembnih obdobij za zgodovino znanosti na Kitajskem«. Opozoril je na napredek astronomije in koledarskih znanosti v času Hana, »začetke sistematične botanike in zoologije«, pa tudi na filozofski skepticizem in racionalistično misel, utelešena v delih Hana, kot je Lunheng filozofa Vang Čonga.

## Pisni materiali
Najpogostejša pisna sredstva, najdena pri arheoloških izkopavanjih s starodavnih najdišč pred obdobjem Han, so školjke in kosti ter bronasti izdelki. Na začetku obdobja Han so bila glavna pisna sredstva bambus (kitajsko: 竹簡) in glinene tablice, svilena tkanina, trakovi mehkega lesa in zvitki iz bambusovih trakov, sešitih skupaj s konopljino vrvico, napeljano skozi izvrtane luknje (册) in pritrjeno z glinenimi žigi. Pisani znaki na teh ozkih ravnih bambusovih trakovih so bili razporejeni v navpične stolpce.
Medtem ko so v grobnici markiza Dai (pokopanega leta 168 pr. n. št.) našli zemljevide, narisane s črnilom na ravnih svilenih tkaninah, je najstarejši znani papirnati zemljevid, najden na Kitajskem, datiran med letoma 179 in 141 pr. n. št. in najden v Fangmatanu, mimogrede najstarejši znani kos papirja. Kitajski konopljin papir iz obdobja zahodnega Hana in zgodnjega vzhodnega Hana je bil grobe kakovosti in se je uporabljal predvsem kot ovojni papir. Postopek izdelave papirja ni bil uradno uveden, dokler ni evnuh vzhodnega Hana Cai Lun leta 105 ustvaril postopka, pri katerem so lubje murve, konopljo, staro platno in ribje mreže kuhali skupaj, da bi dobili papirno kašo. Najstarejši znani kos papirja z napisom izvira iz ruševin kitajskega stražnega stolpa v Tsakhorteiju v Alša ligi v Notranji Mongoliji, datiran v leto 110 n. št., ko je garnizija Han zapustila območje po napadu nomadskih Šjongnujev. Do 3. stoletja je papir postal eno glavnih pisnih sredstev na Kitajskem.

## Keramika
Industrijo keramike Han so podpirala zasebna podjetja in lokalne vladne agencije. Keramika se je uporabljala v gospodinjskih izdelkih in pripomočkih ter kot gradbeni material za strešnike in opeko.
Siva keramika dinastije Han – njena barva je izhajala iz uporabljene gline – je bila boljša od zgodnejše kitajske sive keramike zaradi uporabe večjih peči, daljših predorov za žganje in izboljšanih zasnov dimnikov s strani ljudstva Han. Peči dinastije Han za sivo keramiko so lahko dosegle temperature žganja nad 1000 °C. Vendar pa je bila trda južnokitajska keramika, izdelana iz goste lepljive gline, ki je bila doma le na jugu, žgana pri še višjih temperaturah v času Hana. Glazirana keramika dinastij Šang (ok. 1600 – ok. 1050 pr. n. št.) in Džov (ok. 1050 – 256 pr. n. št.) je bila žgana pri visokih temperaturah, toda do sredine zahodnega Hana (206 pr. n. št. – 9 n. št.) so izdelovali rjavo glazirano keramiko, ki so jo žgali pri 800 °C, sledila pa je zeleno glazirana keramika, ki je postala priljubljena v vzhodnem Hanu (25–220 n. št.).
Vang Džongšu navaja, da naj bi svetlo zelena kamenina, znana kot celadon, obstajala šele od obdobja Treh kraljestev (220–265 n. št.), vendar trdi, da je mogoče keramične drobce, najdene na najdiščih vzhodnega Hana (25–220 n. št.) v provinci Džedžjang, uvrstiti med celadon. Vendar Richard Dewar trdi, da pravi celadon na Kitajskem ni bil ustvarjen vse do zgodnje dinastije Song (960–1279), ko so kitajske peči lahko dosegle minimalno temperaturo peči 1260 °C, s prednostnim razponom od 1285 do 1305 °C za celadon.

## Metalurgija

### Peči in tehnike taljenja
Plavž pretvarja surovi železov oksid v železo, ki ga je mogoče ponovno pretaliti v kupolni peči za proizvodnjo litega železa. Najstarejši primerki litega železa, najdeni na Kitajskem, izvirajo iz 5. stoletja pr. n. št. v poznem obdobju pomladi in jeseni, najstarejši odkriti plavži pa izvirajo iz 3. stoletja pr. n. št., večina pa iz obdobja po tem, ko je cesar Vu iz dinastije Han (vladal 141–87 pr. n. št.) leta 117 pr. n. št. vzpostavil vladni monopol nad železarsko industrijo (večina odkritih železarn, zgrajenih pred tem datumom, so bile zgolj livarne, ki so prelivale železo, ki je bilo pretopljeno drugje). Železova ruda, taljena v plavžih v času dinastije Han, se je redko, če sploh kdaj, vlivala neposredno v trajne kalupe; namesto tega so odpadke surovega železa ponovno pretalili v kupolni peči za proizvodnjo litega železa. Kupolne peči so uporabljale hladen zrak, ki je potoval skozi šobne cevi od spodaj in čez vrh, kjer se je vnašalo oglje in surovo železo. Zrak, ki je potoval skozi šobne cevi, se je tako spremenil v vroč zrak, ko je dosegel dno peči.
Čeprav kitajska civilizacija ni imela kovanega železa, so Kitajci Han lahko izdelovali kovano železo, ko so v kupolno peč vbrizgali preveč kisika, kar je povzročilo razogljičenje. Kitajci v obdobju Han so lahko lito železo in surovo železo pretvorili v kovano železo in jeklo z uporabo postopka finega kovanja in pudlinga, najzgodnejši primerki tega pa segajo v 2. stoletje pred našim štetjem. Polpodzemne stene teh peči so bile obložene z ognjevzdržnimi opekami in so imele dna iz ognjevzdržne gline. Poleg oglja iz lesa Vang Džongšu navaja, da je bilo v času Hana drugo gorivo za peč 'premogove pogače', mešanica premogovega prahu, gline in kremena.

### Uporaba jekla, železa in brona
Donald B. Wagner piše, da je bila večina domačega železnega orodja in pripomočkov, izdelanih v času dinastije Han, izdelanih iz cenejšega in bolj krhkega litega železa, medtem ko je vojska raje uporabljala kovano železo in jekleno orožje zaradi njihovih bolj trpežnih lastnosti. Med dinastijo Han je bil tipičen bronasti meč iz obdobja vojskujočih se držav, dolg 0,5 m, postopoma nadomeščen z železnim mečem, dolgim približno 1 m. Starodavno bodalo-sekira (ge) iz brona so še vedno uporabljali vojaki Han, čeprav so ga postopoma izpodrinile železne sulice in železne helebarde dži. Celo puščične konice, ki so bile tradicionalno izdelane iz brona, so postopoma imele le bronasto konico in železno držalo, vse do konca obdobja Han, ko je bila celotna puščična konica izdelana izključno iz železa. Kmetje, tesarji, obrtniki, kamnoseki in graditelji zbitih tal so imeli na voljo železno orodje, kot so plug, kramp, lopata, motika, srp, sekira, teslo, kladivo, dleto, nož, žaga, šilo za praskanje in žeblji. Med običajnimi železnimi izdelki, ki so jih našli v domovih dinastije Han, so bili trinožniki, štedilniki, lonci za kuhanje, pasne zaponke, pincete, klešče za ogenj, škarje, kuhinjski noži, ribiški trnki in igle. Ogledala in oljne svetilke so bile pogosto izdelane iz brona ali železa. Kovanec, kovan v času dinastije Han, je bil izdelan iz bakra ali bakra in kositra, ki sta bila skupaj staljena v bronasto zlitino.

## Kmetijstvo

### Orodja in metode
Sodobni arheologi so odkrili železno kmetijsko orodje dinastije Han po vsej Kitajski, od Notranje Mongolije na severu do Junana na jugu. Lopata, kramp in plug so se uporabljali za obdelovanje zemlje, motika za pletje, grablje za rahljanje zemlje in srp za žetev pridelkov. Pluge dinastije Han so glede na njihovo velikost poganjali eden do dva vola. Voli so se uporabljali tudi za vleko trikrake železne sejalnice (izumljene na Kitajskem dinastije Han v 2. stoletju pr. n. št.), ki je kmetom omogočala, da so semena sejali v natančne vrste, namesto da bi jih metali ročno. Čeprav umetniška dela iz obdobij Vei (220–266 n. št.) in Džin (266–420) prikazujejo uporabo brane za drobljenje kosov zemlje po oranju, se je ta morda prvič pojavila na Kitajskem v času vzhodnega Hana (25–220 n. št.). Namakalna dela v kmetijstvu so vključevala uporabo vodnjakov, umetnih ribnikov in nasipov, jezov, kanalov in zapornic.

### Izmenična polja
Med vladavino cesarja Vuja (vladal 141–87 pr. n. št.) je žitni intendant Džao Guo (kitajsko: 趙過) izumil sistem izmeničnih polj (daitianfa 代田法). Za vsak mu zemlje – tanek pas zemlje, širok 1,38 m in dolg 331 m oziroma površino približno 457 m2 – so bile v ravnih vrstah posejane tri nizko ležeče brazde (čuan 甽), vsaka široka 0,23 m s semeni poljščin. Med poletnim pletjem se je rahla zemlja z grebenov (long 壟) na obeh straneh brazd postopoma zlivala v brazde, prekrivala kaljene pridelke in jih ščitila pred vetrom in sušo. Ker se je položaj brazd in grebenov do naslednjega leta obrnil, se je ta postopek imenoval sistem izmeničnih polj.
Ta sistem je omogočal, da so pridelki od setve do žetve rasli v ravnih linijah, ohranjal vlago v tleh in zagotavljal stabilen letni pridelek. Džao Guo je prvi eksperimentiral s tem sistemom tik pred prestolnico Čangan in ko se je izkazal za uspešnega, je poslal navodila vsakemu upravitelju komanderije, ki je bil nato odgovoren za njihovo razširjanje med vodje vseh okrožij, okrožij in vasi v njihovih komanderijah.
Bogate družine, ki so imele vole in velike težke železne pluge z odbojno desko, so imele od tega novega sistema velike koristi. Vendar so se revnejši kmetje, ki niso imeli volov, zatekli k uporabi skupin moških za premikanje enega samega pluga, kar je bilo naporno delo. Avtor Cui Ši (kitajsko: 催寔) (umrl 170 n. št.) je v svojem delu Simin yueling (kitajsko: 催寔) zapisal, da je bil v obdobju vzhodnega Hana (25–220 n. št.) izumljen izboljšan plug, ki je za upravljanje potreboval le enega človeka in vleko dveh volov, imel je tri pluge, sejalnico, orodje, ki je obračalo zemljo in je lahko v enem samem dnevu posejal približno 45.730 m2 zemlje.

### Polja z jamami
Med vladavino cesarja Čenga iz Hana (vladal 33–37 pr. n. št.) je Fan Šengdži napisal priročnik (Fan Šengdži šu), ki je opisal sistem polj z jamami (aotian 凹田). V tem sistemu je bil vsak mou kmetijske zemlje razdeljen na 3840 mrežnih polj, od katerih je vsaka imela majhno jamo, izkopano 13,8 cm globoko in 13,8 cm široko, v katero je bil v zemljo pomešan kakovosten gnoj. V vsako jamo je bilo posejanih dvajset semen, kar je domnevno prineslo 0,6 l požetega žita na jamo oziroma približno 2000 l na mou. Ta sistem ni zahteval plugov, ki jih je gnala volovska vprega ali najrodovitnejše zemlje, saj se je lahko uporabljal tudi na nagnjenih terenih, kjer je bila oskrba z vodo težavna. Čeprav je bila ta metoda kmetovanja priljubljena pri revnih, je zahtevala intenzivno delo, zato so lahko tak sistem vzdrževale le velike družine.

### Riževa polja
Hanski kmetje v regiji reke Jangce na jugu Kitajske so pogosto vzdrževali riževa polja za gojenje riža. Vsako leto so sežgali plevel na riževem polju, ga zalili z vodo, ročno posejali riž in okoli žetve pokosili preživeli plevel ter ga drugič utopili. V tem sistemu polje večino leta leži v prahi in zato ni ostalo zelo rodovitno. Vendar pa so pridelovalci riža Han na severu okoli reke Huai uporabljali naprednejši sistem presajanja. V tem sistemu so posamezne rastline deležne intenzivne nege (morda na istem mestu kot riževo polje), njihovi poganjki so bili ločeni, da so se lahko ohranila več vode, polje pa je bilo mogoče močno pognojiti, saj so gojili ozimne pridelke, medtem ko so bile sadike riža v bližini v drevesnici.

## Strojništvo in hidravlično inženirstvo

### Literarni viri in arheološki dokazi
Dokazi o strojništvu v obdobju Han izvirajo predvsem iz izbranih opazovalnih spisov včasih nezainteresiranih konfucijanskih učenjakov. Profesionalni obrtniški inženirji (jiang kitajsko: 匠) niso za seboj pustili podrobnih zapisov o svojem delu. Hanski učenjaki, ki so pogosto imeli malo ali nič strokovnega znanja na področju strojništva, so včasih posredovali nezadostne informacije o različnih tehnologijah, ki so jih opisali.
Kljub temu nekateri literarni viri dinastije Han ponujajo ključne informacije. Kot je leta 15 pr. n. št. zapisal Jang Šjong, je bil jermenski pogon prvič uporabljen za napravo za čuilling, ki je navijala svilena vlakna na vretenca tkalskih čolničkov. Izum jermenskega pogona je bil ključni prvi korak v razvoju kasnejših tehnologij v času dinastije Song, kot sta verižni pogon in kolovrat.
Izumi obrtnika in strojnega inženirja Ding Huana (kitajsko: 丁緩) so omenjeni v Raznih zapiskih o zahodni prestolnici. Uradnik in pesnik Sima Šjangru je v svojih spisih namignil, da so Kitajci uporabljali kadilnico v obliki kardana, vrtljivega nosilca iz koncentričnih obročev, ki omogočajo, da se osrednji kardan vrti okoli osi, hkrati pa ostane navpično nameščen. Vendar pa se je prva izrecna omemba kardana, ki se uporablja kot kadilnica, zgodila okoli leta 180 n. št., ko je obrtnik Ding Huan ustvaril svoj »Parfumski gorilnik za uporabo med blazinami«, ki je omogočil, da je goreče kadilo, nameščeno v osrednjem kardanu, ostalo stalno v ravnini, tudi ko se je premikalo. Ding je imel tudi druge izume. Za klimatizacijo notranjih prostorov je postavil velik ročno upravljan rotacijski ventilator z vrtljivimi kolesi s premerom 3 m. Izumil je tudi svetilko, ki jo je poimenoval »devetnadstropna hribovska kadilnica«, saj je bila oblikovana kot pobočje. Ko je bila valjasta svetilka prižgana, je konvekcija naraščajočih tokov vročega zraka povzročila vrtenje lopatic, nameščenih na vrhu, ki so nato vrtele poslikane papirnate figure ptic in drugih živali okoli svetilke.
Ko je cesar Gaodzu iz Hana (vladal 202–195 pr. n. št.) po padcu dinastije Čin (221–206) naletel na zakladnico Čin Ši Huanga (vladal 221–210), je našel cel miniaturni glasbeni orkester lutk, visokih 1 m, ki so igrale na ustne orglice, če so jih potegnili za vrvi in pihale v cevi, da bi jih nadzorovali. Džang Heng je v 2. stoletju n. št. zapisal, da bi ljudi lahko zabavale gledališke igre umetnih rib in zmajev. Kasneje je izumitelj Ma Džun (v letih 220–265) izumil gledališče gibljivih mehanskih lutk, ki jih je poganjalo vrtenje skritega vodnega kolesa.
Iz literarnih virov je znano, da je bil zložljivi dežnik izumljen med vladavino Vang Manga, čeprav je preprost sončnik obstajal že prej. Ta je uporabljal drsne ročice in upogljive sklepe, ki jih je bilo mogoče izvleči in zložiti.
Sodobna arheologija je privedla do odkritja umetniških del dinastije Han, ki prikazujejo izume, ki jih sicer v literarnih virih dinastije Han ni bilo. Sem spada tudi ročica. Modeli grobnic iz keramike Han, ki prikazujejo dvorišča in mline za žito, imajo prve znane upodobitve ročic, ki so jih uporabljali za upravljanje ventilatorjev strojev za vejanje. Stroj so uporabljali za ločevanje plev od žita, vendar so Kitajci kasnejših dinastij ročico uporabljali tudi za navijanje svile, predenje konoplje, presejanje moke in črpanje vode iz vodnjaka z vitlom. Za merjenje prevožene razdalje so Kitajci iz obdobja Han ustvarili tudi voziček za števec kilometrov. Ta izum je v umetniških delih dinastije Han upodobljen že v 2. stoletju našega štetja, vendar podrobni pisni opisi niso bili na voljo vse do 3. stoletja. Kolesa te naprave so vrtela sklop zobnikov, ki so nato silili mehanske figure, da so udarjale v gonge in bobne, ki so popotnike opozarjali na prepotovano razdaljo (merjeno v lijih). Iz obstoječih primerkov, najdenih na arheoloških najdiščih, je znano, da so obrtniki iz obdobja Han uporabljali drsno kovinsko čeljust za natančne meritve. Čeprav imajo čeljusti iz obdobja Han vklesane napise o točnem dnevu v letu, ko so bile izdelane, niso omenjene v nobenem literarnem viru dinastije Han.

### Uporaba vodnega kolesa in vodne ure
V času dinastije Han so Kitajci razvili različne načine uporabe vodnega kolesa. Izboljšana preprosta naprava z vzvodom in vrtiščem, hidravlično kladivo, ki se je uporabljalo za tolčenje, luščenje in poliranje zrnja, je bila prvič omenjena v slovarju Han Džidžjupian iz leta 40 pr. n. št. Omenjeno je bilo tudi v slovarju regionalnih govorov (Fangjan), ki ga je napisal Jang Šjong (53 pr. n. št. – 18 n. št.) leta 15 pr. n. št., v filozofskem delu Šinlun (新論), ki ga je napisal Huan Tan (43 pr. n. št. – 28 n. št.) leta 20 n. št., v poeziji Ma Ronga (79–166 n. št.) in v spisih Kong Ronga (153–208 n. št.).
Filozof Vang Čong je v svojem delu Uravnoteženi diskurz (Lunheng) prvi na Kitajskem opisal verižno črpalko s kvadratnimi paletami, ki se uporablja za dvigovanje vode (in drugih snovi). Čeprav so nekatere modele upravljali ročno s pedali, so nekatere verižne črpalke poganjalo vodoravno vodno kolo, ki je vrtelo velike zobnike in vodoravno osno gred. Njihova glavna uporaba je bila za dvigovanje vode v namakalne jarke, verižne črpalke pa so se uporabljale tudi v programih javnih del, na primer, ko je Džang Rang (umrl 189) naročil inženirju, naj jih zgradi več za dvigovanje vode v cevi, ki so oskrbovale prestolnico Luojang in njene palače s čisto vodo.
Medtem ko je leta 31 n. št. deloval kot upravitelj Nanjanga, je Du Ši izumil recipročni motor na vodni pogon, ki je poganjal meh visoke peči in kupolne peči pri taljenju železa; pred tem izumom je bilo za delovanje meha potrebno intenzivno ročno delo.
Čeprav je astronomska armilarna sfera (ki predstavlja nebesno kroglo) na Kitajskem obstajala že od 1. stoletja pr. n. št., ji je matematik in dvorni astronom Džang Heng zagotovil pogonsko moč z uporabo konstantnega tlaka dovodne vodne ure za vrtenje vodnega kolesa, ki je delovalo na sklop zobnikov. Džang Heng je bil tudi prvi, ki je obravnaval problem padajočega tlaka v dovodni vodni uri (kar je postopoma upočasnilo merjenje časa) z namestitvijo dodatnega rezervoarja med rezervoarjem in dovodno posodo.

### Seizmometer
Dvor Han je bil odgovoren za velika prizadevanja za pomoč ob naravnih nesrečah, ko so naravne nesreče, kot so potresi, opustošile življenja navadnih ljudi. Da bi se bolje pripravil na nesreče, je Džang Heng leta 132 n. št. izumil seizmometer, ki je oblasti v prestolnici Luojang takoj obvestil, da se je na lokaciji, ki jo je označevala določena kardinalna ali ordinalna smer, zgodil potres. Čeprav v prestolnici ni bilo čutiti tresljajev, ko je Džang sodišču povedal, da se je na severozahodu pravkar zgodil potres, je kmalu zatem prišlo sporočilo, da je potres dejansko udaril 400 do 500 km severozahodno od Luojanga (na območju današnjega Gansuja). Džang je svojo napravo imenoval »instrument za merjenje sezonskih vetrov in gibanja Zemlje« (Houfeng didong yi 候风地动仪), tako imenovana, ker so on in drugi menili, da potrese najverjetneje povzroča ogromno stiskanje ujetega zraka.
Kot je opisano v Knjigi poznega Hana, je bil okvir seizmometra kupolasta bronasta posoda v obliki vrča za vino, imela je premer 1,8 m in je bila okrašena s prizori gora in živali. Sprožilni mehanizem je bilo obrnjeno nihalo (ki ga Knjiga poznega Hana imenuje »osrednji steber«), ki se je, če bi ga motili tresljaji tal zaradi potresov v bližini ali daleč, zanihalo in udarilo v eno od osmih premičnih rok (ki predstavljajo osem smeri), vsaka z ročico in mehanizmom za zaklepanje. Ročica in pravokotna ročica sta dvignili eno od osmih kovinskih zmajevih glav, ki so bile na zunanji strani in iz ust izrinili kovinsko kroglo, ki je padla v usta ene od osmih kovinskih krastač spodaj, razporejenih kot konice na kompasni roži, s čimer so kazale smer potresa. Knjiga poznega Hana navaja, da je krogla, ko je padla v katero koli od osmih krastačinih ust, povzročila glasen zvok, ki je pritegnil pozornost tistih, ki so opazovali napravo. Medtem ko je Vang Dženduo (kitajsko: 王振铎) sprejel idejo, da je imel Džangov seizmometer ročice in vzvode, ki jih je motilo obrnjeno nihalo, je njegov sodobnik Akicune Imamura trdil, da bi lahko imelo obrnjeno nihalo na vrhu zatič, ki bi se ob premikanju zaradi sile vibracij tal vrinil v eno od osmih rež in s potiskom drsnika izrinil kroglo. Ker Knjiga poznega Hana navaja, da ostalih sedem zmajevih glav po padcu prve krogle ni izpustilo, je Imamura trdil, da je bil zatič nihala zaklenjen v režo, v katero je vstopil in tako imobiliziral instrument, dokler ni bil ponovno nastavljen.

## Matematika in astronomija

### Matematične razprave
Ena najzgodnejših ohranjenih matematičnih razprav starodavne Kitajske je Knjiga o številkah in računanju (Suan šu šu), del Džangdžjašan Hanbambusovih besedil, datiranih med letoma 202 in 186 pr. n. št., najdenih v okrožju Džjangling v Hubeju. Drugo matematično besedilo, sestavljeno v času Hanov, je bila Aritmetična klasika o gnomonu in krožnih poteh neba (Džoubi Suandžing), ki ni datirana pred 1. stoletje pr. n. št. (morda od več avtorjev) in je vsebovala gradivo, podobno tistemu, ki ga je opisal Jang Šjong leta 15 pr. n. št., vendar matematična šola džoubi ni bila izrecno omenjena vse do Cai Jongovega komentarja iz leta 180. Predgovor je besedilu dodal Džao Šuang (kitajsko: 趙爽) v 3. stoletju. Obstajalo je tudi Devet poglavij o matematični umetnosti (Džjudžang Suanšu); njegov polni naslov je bil najden na dveh bronastih standardnih merilih iz leta 179 n. št. (s špekulacijami, da je gradivo obstajalo v prejšnjih knjigah pod drugimi naslovi) in je bilo leta 263 opremljeno s podrobnim komentarjem Liu Huija (ok. 3. stoletje). V tem kontekstu je treba omeniti, da številni dokumenti, izkopani na najdiščih Čin in Han, vsebujejo dokaze o praktični matematiki, ki so jo upravitelji uporabljali za popise in davke ter za izračun dela, potrebnega za projekte javnih del, tako kot je opisano v matematičnih razpravah.

### Inovacije v traktatih
Suan šu šu predstavlja osnovne matematične probleme in rešitve. Najverjetneje je bil priročnik za vsakodnevne poslovne transakcije ali zadeve vladne uprave. Vsebuje probleme in rešitve za meritve površine na poljih, proporcionalne menjalne tečaje za kmetijsko proso in riž, porazdelitev po sorazmerju, delitev po širini ter presežek in primanjkljaj. Nekateri problemi, ki jih najdemo v Suan šu šu, se pojavljajo v kasnejšem besedilu Džjudžang suanšu; v petih primerih se naslovi natančno ujemajo. Vendar pa se za razliko od Džjudžang suanšu Suan šu šu ne ukvarja s problemi, ki vključujejo pravokotne trikotnike, kvadratne korene, kubične korene in matrične metode, kar kaže na pomemben napredek kitajske matematike med pisanjem teh dveh besedil.
Džoubi suandžing se ukvarja z uporabo matematike v astronomiji. V enem od problemov, ki je poskušal določiti višino Sonca od Zemlje in premer Sonca, Čen Dzi (kitajsko: 陳子) naroči Rong Fangu (kitajsko: 榮方), naj počaka, da senca, ki jo meče 8 či visok gnomon, doseže 6 či (en či v času Han je bil 33 cm), tako da lahko konstruiramo pravokotni trikotnik 3-4-5, kjer je osnova 60.000 li (en li v času Han je bil enakovreden 415 m), hipotenuza, ki vodi proti soncu, je 100.000 li in višina sonca je 80.000 li. Tako kot Džjudžang suanšu tudi Džoubi suandžing ponuja matematični dokaz za Gougujev izrek (kitajsko: 勾股定理; tj. kjer je c dolžina hipotenuze, a in b pa sta dolžini drugih dveh katet, a² + b² = c²), ki je na Zahodu znan kot Pitagorov izrek po grškem matematiku Pitagori (ok. 6. stoletje pr. n. št.).
Džjudžang suanšu je bil morda najbolj prelomna od treh ohranjenih Hanovih traktatov. Je prva znana knjiga, ki vsebuje negativna števila, skupaj z rokopisom Bakhšali (200? – 600? n. št.) iz Indije in knjigo grškega matematika Diofanta, napisano okoli leta 275 n. št. Negativna števila so se pojavljala kot črne števne palice, pozitivna števila pa kot rdeče števne palice. Čeprav je decimalni sistem na Kitajskem obstajal že od dinastije Šang (ok. 1600–ok. 1050 pr. n. št.), je najzgodnejši dokaz o decimalnem ulomku (tj. imenovalec je potenca desetice) napis na standardni posodi za merjenje prostornine, datiran v leto 5 n. št., ki jo je uporabljal matematik in astronom Liu Šin (46 pr. n. št.–23 n. št.). Vendar je bila prva knjiga, ki je vsebovala decimalne ulomke, Džjudžang suanšu, kot sredstvo za reševanje enačb in predstavitev meritev. Gaussova eliminacija, algoritem, ki se uporablja za reševanje linearnih enačb, je bila v Džjudžang suanšu znana kot pravilo matrike. Medtem ko je knjiga za iskanje ničel enačb uporabljala verižne ulomke, je Liu Hui v 3. stoletju to idejo nadgradil, ko je povečal število decimalk, da bi našel kubični koren števila 1.860.867 (kar je dalo odgovor 123), kar je ista metoda, uporabljena v Hornerjevi shemi, poimenovani po Williamu Georgeu Hornerju (1786–1837).

### Približki števila pi
Stoletja so Kitajci vrednost števila pi preprosto približevali na 3, dokler je Liu Šin ni približal na 3,154 nekje med 1. in 5. letom n. št., čeprav metoda, s katero je dosegel to vrednost, ni znana. Standardne merilne posode iz časa vladavine Vang Manga (9–23 n. št.) so prav tako kazale približke za pi pri 3,1590, 3,1497 in 3,167. Džang Heng je naslednji znani matematik dinastije Han, ki je naredil približek za število pi. Matematiki dinastije Han so razumeli, da je razmerje med površino kvadrata in površino njegovega vpisanega kroga približno 4:3, in tudi, da bosta prostornina kocke in prostornina njene vpisane krogle 42:32. Z D kot premerom in V kot prostornino je D3:V = 16:9 or V=9⁄16D3, formula, pri kateri je Džang našel napako, saj je ugotovil, da je vrednost premera netočna, neskladje pa je vrednost, vzeta za razmerje. Da bi to popravil, je Džang formuli dodal 1⁄16D3, tako da je V = 9⁄16D3 + 1⁄16D3 = 5⁄8D3. Ker je razmerje med prostornino kocke in vpisano kroglo ugotovil kot 8:5, je razmerje med površino kvadrata in vpisano kroglo √8:√5. S to formulo je Džang lahko približno izračunal pi kot kvadratni koren iz 10 oziroma 3,162. Po dinastiji Han je Liu Hui približno izračunal pi kot 3,14159, medtem ko je matematik Zu Čongdži (429–500) približno izračunal pi kot 3,141592 (ali 355⁄113), kar je najnatančnejši približek, ki so ga dosegli stari Kitajci.

### Glasbeno uglaševanje in teorija
Matematika se je uporabljala tudi pri glasbenem uglaševanju in glasbeni teoriji. V delu Huainanzi iz 2. stoletja pr. n. št., ki ga je sestavilo osem učenjakov pod pokroviteljstvom kralja Liu Ana (179–122 pr. n. št.), je opisana uporaba dvanajstih tonov na glasbeni lestvici. Džing Fang (78–37 pr. n. št.), matematik in glasbeni teoretik, je te razširil in ustvaril lestvico s 60 toni. Pri tem je Džing Fang ugotovil, da je 53 kvint približno 31 oktav. Z izračunom razlike pri ⁠⁠177147/176776⁠⁠ je Džing dosegel isto vrednost 53 enakomernih tonov, ki jo je odkril nemški matematik Nicholas Mercator (1620–1687) (tj. ⁠353/284⁠  353 / 284, znana kot Mercatorjeva vejica). Kasneje sta princ Džu Zaiju (1536–1611) v kitajski eri Ming in Simon Stevin (1548–1620) iz flamske regije v Evropi hkrati (vendar ločeno) odkrila matematično formulo za enakomeren temperament.

### Astronomska opazovanja
Stari Kitajci so skrbno opazovali nebesna telesa in pojave, saj so opazovanja kozmosa uporabljali za astrologijo in napovedovanje. Astronom Gan De (ok. 4. stoletje pr. n. št.) iz države Či je bil prvi v zgodovini, ki je priznal Sončeve pege kot pristne sončne pojave (in ne kot ovirajoče naravne satelite, kot so mislili na Zahodu po Einhardovem opazovanju leta 807 n. št.), medtem ko se je prvo natančno datirano opazovanje Sončevih peg na Kitajskem zgodilo 10. maja 28 pr. n. št., med vladavino cesarja Čenga iz dinastije Han (vladal 33–7 pr. n. št.). Med svilenimi besedili Mavangdui, ki datirajo najkasneje v leto 168 pr. n. št. (ko so bila zapečatena v grobnici na najdišču grobnic Mavangdui Han v Čangšau v provinci Hunan), rokopis Raznolikost branja kozmičnih vzorcev in podob pnevme (Tianwen qixiang zazhan 天文氣象雜占) v zapisih in risbah s črnilom prikazuje približno 300 različnih podnebnih in astronomskih značilnosti, vključno z oblaki, fatamorgano, mavrico, zvezdami, ozvezdji in kometi. Drugo svileno besedilo z istega najdišča poroča o časih in lokacijah vzhodov in zahodov planetov na nočnem nebu od let 246 do 177 pr. n. št.
Kitajci iz obdobja Han so opazili prehod istega kometa, ki so ga videli v Perziji, ob rojstvu Mitridata II. Partskega leta 135 pr. n. št., isti komet, ki so ga Rimljani opazovali tik pred atentatom na Julija Cezarja leta 44 pr. n. št., Halleyjev komet leta 12 pr. n. št., isti komet, ki ga je opazil rimski zgodovinar Kasij Dion (ok. 155 – ok. 229 n. št.) leta 13 n. št. in (kar je danes znano kot) supernova leta 185 n. št. Za različne komete, o katerih razpravljata zgodovinska dela iz obdobja Han, Zapisi velikega zgodovinarja in Knjiga o Hanih, so podane podrobnosti o njihovem položaju na nebu in smeri gibanja, času, ko so bili vidni, njihovi barvi in velikosti.
Kitajci v dobi Han so izdelovali tudi zvezdne kataloge, kot sta zgodovinarja Sima Čjana (145–86 pr. n. št.) Monografija o nebesnih uradnikih (Tianguanshu 天官書) in Džang Hengov Zvezdni katalog iz 2. stoletja n. št., ki je vseboval približno 2500 zvezd in 124 ozvezdij. Da bi ustvaril tridimenzionalno predstavitev takšnih opazovanj, je astronom Geng Šoučang (kitajsko: 耿壽昌) leta 52 pr. n. št. svoji armilarni sferi dodal ekvatorialni obroč. Do leta 84 n. št. je bil armilarni sferi dodan eliptični obroč, medtem ko je Džang Hengov model iz leta 125 dodal obroč nebesnega horizonta in poldnevni obroč.

### Han koledarji
Han Kitajci so za izdelavo in spreminjanje svojega koledarja uporabljali predvsem astronomske študije. V nasprotju z julijanskim koledarjem (46 pr. n. št.) in gregorijanskim koledarjem (1582) Zahoda (vendar podobno kot helenski koledarji klasične Grčije) je kitajski koledar lunisolarni koledar, kar pomeni, da uporablja natančno gibanje Sonca in Lune kot časovne označevalce skozi vse leto. V spomladanskem in jesenskem obdobju 5. stoletja pr. n. št. so Kitajci vzpostavili koledar Sifen (古四分历), ki je tropsko leto meril na 3651⁄4 dni (kot rimski julijanski koledar). Cesar Vu je tega leta 104 pr. n. št. nadomestil z novim koledarjem Taiču (kitajsko: 太初历), ki je tropsko leto meril na 365385⁄1539 dni, lunarni mesec pa na 2943⁄81 dni. Ker je koledar Taiču v dveh stoletjih postal netočen, je cesar Džang iz Hana (vladal 75–88 n. št.) ustavil njegovo uporabo in oživil uporabo koledarja Sifen. Več kot tisočletje pozneje je astronom Guo Šoudžing (1233–1316) za svoj koledar Šouši (kitajsko: 授時曆) določil tropsko leto na 365,2425 dni, kar je enaka vrednost kot v gregorijanskem koledarju. Poleg uporabe koledarja za urejanje kmetijskih praks skozi letne čase se je uporabljal tudi za označevanje pomembnih datumov v šestdesetletnem ciklu – sestavljenem iz nebesnih stebel (gan 干) in zemeljskih vej (dži 支), pri čemer je bila vsaka od slednjih povezana z živaljo kitajskega zodiaka.

### Astronomska teorija
Kitajci v dobi Han so razpravljali o osvetlitvi in oblikah nebesnih teles: ali so bila ravna in okrogla ali okrogla in sferična? Džing Fang je v 1. stoletju pr. n. št. zapisal, da so hanski astronomi verjeli, da so Sonce, Luna in planeti okrogli kot krogle ali samostrelni naboji. Zapisal je tudi, da Luna in planeti ne proizvajajo lastne svetlobe, da so ljudem na Zemlji vidni le zato, ker jih osvetljuje Sonce, tisti deli, ki jih Sonce ne osvetljuje, pa so na drugi strani temni.
V svojem Uravnoteženem diskurzu (Lunheng) je Vang Čong zapisal, da so nekateri hanski misleci verjeli, da dež pada z neba (tj. tam, kjer so zvezde). Vang je trdil, da je ta splošna teorija napačna, čeprav dež pada od zgoraj. Strinjal se je z drugo teorijo, ki je trdila, da oblaki nastanejo z izhlapevanjem vode na Zemlji in da so oblaki in dež pravzaprav eno in isto, ker oblaki razpršijo dež; v bistvu je natančno opisal vodni krog.
V 2. stoletju našega štetja je Džang Heng naredil podobno primerjavo kot Džingova, ko je izjavil, da je Sonce kot ogenj, Luna in planeti pa kot voda, saj ogenj proizvaja svetlobo, voda pa jo odbija. Ponovil je tudi Džingovo pripombo, da je stran Lune, ki je ne osvetljuje Sonce, ostala v temi. Vendar je Džang opozoril, da sončna svetloba ne doseže vedno Lune, saj Zemlja med luninim mrkom ovira žarke. Omenil je tudi, da se je Sončev mrk zgodil, ko sta se Luna in Sonce križala in preprečila sončni svetlobi, da bi dosegla Zemljo.
Džao Šaungov komentar iz 3. stoletja v Džoubi suandžingu opisuje dve astronomski teoriji: v eni je nebo oblikovano kot polkrogelna kupola, ki se razteza nad Zemljo, medtem ko druga primerja Zemljo z osrednjim rumenjakom jajca, kjer je nebo oblikovano kot nebesna krogla okoli Zemlje. Slednjo astronomsko teorijo je omenil Jang Šjong v svojih Vzorčnih izrekih (Fajan 法言) in jo je pojasnil Džang Heng v svoji Duhovni konstituciji vesolja (Lingšjan 靈憲) iz leta 120 n. št.

## Gradbeništvo in javna dela

### Materiali in konstrukcija
Les je bil glavni gradbeni material v arhitekturi dinastije Han. Uporabljali so ga za velike palačne dvorane, večnadstropne stolpe, večnadstropne stanovanjske dvorane in skromna bivališča. Vendar pa zaradi propadanja lesa sčasoma in dovzetnosti za ogenj najstarejše lesene stavbe, najdene na Kitajskem (tj. več tempeljskih dvoran gore Vutai), ne datirajo pred dinastijo Tang (618–907). Arhitekturni zgodovinar Robert L. Thorp opisuje pomanjkanje arheoloških ostankov iz obdobja Han, pa tudi pogosto nezanesljive literarne in umetniške vire iz obdobja Han, ki jih zgodovinarji uporabljajo za namige o neobstoječi arhitekturi Han. Od arhitekture dinastije Han so ostale ruševine zidov iz opeke in nabitih zemeljski zidovi (vključno z nadzemnim mestnim obzidjem in podzemnimi grobnicami), ploščadi iz nabite zemelje za terasaste oltarje in dvorane, pogrebna vrata iz kamna ali opeke ter raztresene keramične strešne ploščice, ki so nekoč krasile lesene dvorane. V provinci Gansu še vedno obstajajo deli Kitajskega zidu iz obdobja Han, skupaj z ruševinami tridesetih svetilniških stolpov in dveh utrjenih gradov s cinami. Obzidje obmejnih mest in utrdb dinastije Han v Notranji Mongoliji je bilo običajno zgrajeno iz žganih glinenih opek namesto iz nabitih tal.
Slamnate ali strehe s strešniki so podpirali leseni stebri, saj dodatek zidov iz opeke, nabitih tal ali blata v teh dvoranah dejansko ni podpiral strehe. Kamen in omet sta se uporabljala tudi za domačo arhitekturo. Napušči iz opeke, ki so štrleli navzven, so bili zgrajeni za odvajanje padajoče deževnice od zidov; podpirali so jih nosilci dougong, ki so bili včasih bogato okrašeni. Konce strešnikov so običajno krasili oblikovani vzorci, kot je razvidno iz umetniških modelov stavb in ohranjenih kosov strešnikov.

### Dvorišča
Dragocene namige o hanski arhitekturi lahko najdemo v hanskih umetniških delih keramičnih modelov, slikah in izrezljanih ali žigosanih opekah, odkritih v grobnicah in drugih najdiščih. Tudi postavitev hanskih grobnic je bila grajena kot podzemne hiše, primerljiva s prizori dvorišč, ki jih najdemo na nagrobnih opekah in v tridimenzionalnih modelih. Hanske hiše so imele dvorišče (nekatere pa so imele več dvorišč) z dvoranami, ki so bile rahlo dvignjene nad njim in povezane s stopnišči. Večnadstropne stavbe so vključevale glavne bivalne dvorane s stebrišči, zgrajene okoli dvorišč, ter stražne stolpe. Dvorane so bile zgrajene s sekajočimi se prečnimi tramovi in špirovci, ki so bili običajno izrezljani z okraski; stopnišča in stene so bile običajno ometane, da so ustvarile gladko površino, nato pa pobarvane.

### Čangan in Luojang, prestolnici dinastije Han
Ruševine obzidja prve prestolnice dinastije Han, Čangan, še danes stojijo v višino 12 m, širina podnožja pa je od 12 do 16 m. Sodobne arheološke raziskave so dokazale, da je bil vzhodni zid dolg 6000 m, južni 7600 m, zahodni 4900 m, severni pa 7200 m. Skupna dolžina obzidja je znašala 25.700 m in je imelo približno kvadratno obliko (čeprav sta imela južni in severni zid odseke, ki so bili zaradi topografskih težav vijugasti: vzdolž južnega zidu je bil neraven teren, tok reke Vei pa je oviral ravno pot severnega zidu). Mestni jarek je bil širok 8 m in globok 3 m; vzdolž jarka so odkrili ostanke lesenih mostov. Čangan je imel dvanajst vhodnih poslopij z vrati, ki so vodila v mesto, tri na vsaki strani zidu in so služila kot končne točke za glavne avenije. Vsako vhodno poslopje je imelo tri vhodne odprtine, ki so bile široke 6 m; pisci iz obdobja Han so trdili, da je lahko vsako hkrati sprejelo promet štirih konjskih vpreg. Drenažni sistem je vključeval številne drenažne luknje, ki so bile izkopane pod temi vrati in obložene z opeko, ki tvori loke, kjer so bile najdene keramične vodovodne cevi, ki so bile nekoč povezane z jarki, zgrajenimi ob glavnih ulicah. Ohranjenih je le nekaj delov zidov in temeljev ploščadi nekoč razkošnih cesarskih palač mesta. Prav tako so bili odkriti kamniti temelji orožarne, vendar je njena lesena arhitektura že zdavnaj izginila.
Nekateri deli ruševin zidu druge prestolnice dinastije Han, Luojang, še vedno stojijo v višino 10 m in širino 25 m pri vznožju. Vzhodni zid je bil dolg 3900 m, zahodni zid je bil dolg 3400 m, severni zid pa 2700 m, vendar je bil južni zid odnesen, ko je reka Luo pred stoletji spremenila svoj tok; zgodovinarji z uporabo končnih točk vzhodnega in zahodnega obzidja ocenjujejo, da je bilo južno obzidje dolgo 2460 m. Celotno obzidano območje je imelo pravokotno obliko, vendar z nekaj motečimi krivuljami zaradi topografskih ovir. Tako kot Čangan je imel tudi Luojang dvanajst vhodnih poslopij, tri na vsaki strani obzidja, vsako je imelo tri vhode, ki so vodili do glavnih avenij znotraj mesta. Temeljne ploščadi verskih oltarjev in teras iz nabitih tal še danes stojijo zunaj obzidanega oboda Luojanga, posvečene čaščenju božanstev in kjer so se izvajale državne žrtve. Do njih se je dostopalo po dolgih klančinah, nekoč pa so imele na vrhu zgrajene lesene dvorane, v spodnjih nadstropjih pa verande.

### Podzemne grobnice
Do 1980-ih je bilo po vsej Kitajski odkritih več kot deset tisoč podzemnih grobnic dinastije Han iz opeke in kamna. Zgodnejše kitajske grobnice iz časa vojskujočih se držav so bile pogosto navpično izkopane jame, obložene z lesenimi stenami. Pri kopanju grobnic so delavci dinastije Han najprej zgradili navpične jame in nato kopali bočno, od tod tudi ime 'vodoravne jame' za grobnice dinastije Han; ta metoda se je uporabljala tudi za grobnice, izkopane v pobočja gora. Stene večine grobnic zahodnega Hana so bile zgrajene iz velikih votlih opek, medtem ko se je manjša, nevotla vrsta opeke, ki je prevladovala v arhitekturi grobnic vzhodnega Hana (nekatere so bile zgrajene iz kamna), pojavila v poznem zahodnem Hanu. Manjša vrsta opeke je bila bolj primerna za oboke grobnic Han pri vhodih, obokane prostore in kupolaste strehe. Podzemni oboki in kupole niso potrebovali opornih podpor, saj so jih držali zemeljski vkopi. Uporaba opečnih obokov in kupol v nadzemnih strukturah Hana ni znana.
Razporeditev grobnic, vkopanih v pobočja gora, je običajno imela sprednjo komoro, stranske prostore in zadnje prostore, zasnovane tako, da posnemajo kompleks nadzemnih dvoran. Grobnica kralja Liu Šenga (umrl 113 pr. n. št.) v provinci Hebej ni imela le sprednje dvorane z okenskimi zavesami in grobnimi pridatki, kočijami in konji v južni ločeni stranski sobi ter skladiščnim blagom v severni stranski sobi, temveč tudi ostanke pravih lesenih hiš s strešnimi strehami, postavljenimi v notranjosti (skupaj s hišo iz kamnitih plošč in dvemi kamnitimi vrati v zadnji sobi). Vrata, izdelana v celoti iz kamna, so našli v številnih grobnicah Han, pa tudi v grobnicah poznejših dinastij.
Skupaj devetindvajset monumentalnih opečnih ali kamnitih stebrnih vrat (čue) iz dinastije Han je preživelo in jih je mogoče najti v nadzemnih območjih okoli grobnic in svetišč Han. Pogosto so bila del zunanjih zidov, običajno ob vhodu, včasih pa na vogalih obzidanih prostorov. Čeprav nimajo lesenih in keramičnih komponent, imajo imitacije strešnikov, napuščev, verand in balustrad.

### Vrtine in rudniški jaški
Na reliefih iz opeke v grobnicah Han v provinci Sečuan so prikazani prizori vrtanja vrtin za rudarske projekte. Prikazujejo visoke stolpe, ki dvigujejo tekočo slanico skozi bambusove cevi na površje, tako da se slanica lahko destilira v izparilnih posodah nad toploto peči in proizvaja sol. Peči so se ogrevale z zemeljskim plinom, ki so ga dovajale bambusove cevi, plin pa se je dvigal iz globine 610 m pod površjem. Sveder za kopanje vrtin je upravljala ekipa moških, ki so skakali na tram in z njega, medtem ko je vrtalno orodje vrtela vlečna žival, običajno voli ali vodni bivoli. Vrtine Han, izkopane za zbiranje slanice, so lahko segale na stotine metrov pod zemeljsko površino. Najdeni so bili rudniški jaški iz dinastije Han, ki segajo na globino več sto metrov pod zemljo, skupaj s prostornimi podzemnimi prostori, strukturiranimi z lesenimi okvirji, skupaj z lestvami in železnim orodjem, ki so ostali za seboj.

### Keramični modeli stavb
V prestolnicah obstajajo literarne reference iz obdobja Han na visoke stolpe; pogosto so služili kot stražni stolpi, astronomske opazovalnice in verske ustanove, namenjene privabljanju naklonjenosti nesmrtnikov. Dvorna evnuha Džao Džong in Džang Rang sta odvračala odmaknjenega cesarja Linga iz Hana (vladal 168–189 n. št.) od vzpona v zgornja nadstropja visokih stolpov (čeprav je trdil, da bo to prineslo nesrečo), da bi pred njim skrila ogromne razkošne dvorce, ki so si jih evnuhi zgradili v Luojangu. Ni zagotovo znano, ali so miniaturni keramični modeli stanovanjskih stolpov in stražnih stolpov, najdeni v grobnicah dinastije Han, popolnoma zvesti prikazi takšnih lesenih stolpov, vendar razkrivajo ključne namige o izgubljeni leseni arhitekturi.
Obstaja le peščica keramičnih modelov večnadstropnih stolpov iz obdobja pred dinastijo Han in zahodnim obdobjem Han; večina od stotin stolpov, najdenih doslej, je bila izdelana v obdobju vzhodnega Hana. Modele stolpov je bilo mogoče žgati kot en kos v peči ali pa jih sestaviti iz več različnih keramičnih kosov, da bi ustvarili celoto. Noben stolp ni dvojnik drugega, vendar imajo skupne značilnosti. Pogosto so imeli na dnu obzidano dvorišče, balkon z balustradami in okni za vsako nadstropje, strešnike, ki so prekrivali in skrivali stropne špirovce, človeške figure, ki so kukale skozi okna ali stale na balkonih, trkala na vratih in hišne ljubljenčke, kot so psi, na spodnjem dvorišču. Morda najbolj neposreden dokaz, ki kaže na to, da so miniaturni modeli keramičnih stolpov zvesti prikazi resničnih lesenih stolpov Han, so vzorci strešnikov. Umetniški vzorci na okroglih strešnikih, ki pokrivajo napušče na miniaturnih modelih, so natančna ujemanja z vzorci na resničnih strešnikih Han, izkopanih na najdiščih, kot so kraljeve palače v Čanganu in Luojangu in celo s strešniki prvotnega templja Belega konja.
Poleg stolpov drugi keramični modeli iz obdobja Han razkrivajo različne tipe stavb. To vključuje večnadstropne shrambe, kot so žitnice, dvoriščne hiše z večnadstropnimi dvoranami, kioske, obzidane stolpe, mline, manufakture in delavnice, ograde za živali, zunanje poslopja in vodnjake. Tudi modeli enonadstropnih kmečkih hiš kažejo veliko podrobnosti, vključno s strešniki, dvorišči, stopnicami, ki vodijo do pešpoti, kmečkimi dvorišči s koriti in bazeni, parapeti in stranišči. Modeli žitnic in skladišč so imeli strehe s strešniki, nosilce dougongov, okna in nosilce na kolih, ki so jih dvigovali nad tlemi.[158] Han modeli vodnih vodnjakov imajo včasih drobne strešne strehe, podprte s tramovi, v katerih je nameščen vrvni škripec za dvigovanje vedra.

### Ceste, mostovi in kanali
Da bi olajšala trgovino in komunikacijo ter pospešila postopek pobiranja davkov in premikanja vojaških čet, je vlada dinastije Han sponzorirala gradnjo novih cest, mostov in kanalskih vodnih poti. Sem spadajo popravila in obnova namakalnega sistema Dudžjangjan v Sečuanu in kanala Džengguo v Šaanšiju, ki ju je zgradila prejšnja država Čin. Cesar Vu je leta 111 pr. n. št. sprejel predlog Ni Kuana in naročil Erju, naj vodi projekt izgradnje podaljškov kanala Džengguo, ki bi lahko namakali bližnji teren, dvignjen nad glavnim kanalom. Ker se je sčasoma na dnu kanala Džengguo nabrala velika količina mulja (kar je povzročalo poplave), se je leta 95 pr. n. št. začel še en projekt za črpanje namakalne vode iz višjega toka reke Džing, kar je zahtevalo izkop novega, 100 km dolgega kanala, ki bi sledil izohipsi nad Džengguo. Država Han je vzdrževala tudi sistem nasipov za zaščito kmetijskih zemljišč pred sezonskimi poplavami.
Občasno so popravljali ceste, lesene mostove, poštne postaje in relejne postaje, hkrati pa so zgradili številne nove objekte, kot so ti. Kot so zapisali avtorji iz obdobja Han, so bile ceste, zgrajene v času Hana, zabite s kovinskimi nabijači, vendar obstaja negotovost glede uporabljenih materialov; Joseph Needham domneva, da so bili iz ruševin in gramoza. Širina cest se je gibala od ozkih pešpoti, kjer je lahko hkrati prečkal le en konj ali vol, do velikih cest, ki so lahko sprejele hkratni prehod devetih konjskih vpreg. Utrjene ceste Han so bile zgrajene vse do Šanšana (Loulana) blizu puščave Lop, medtem ko so sile Han uporabljale poti, ki so prečkale severno od puščave Takla Makan proti Kašgarju. V času Hanov se je utrdila obsežna mreža cest, utrjenih prelazov in lesenih mostov, zgrajenih čez deroče hudournike v strmih soteskah gorovja Čin, znana kot galerijske ceste. Med vladavino cesarja Vuja so bile zgrajene ceste, ki so povezovale novo osvojena ozemlja v današnjem Junanu na skrajnem jugozahodu in Korejskem polotoku na skrajnem severovzhodu.
Eden najpogostejših tipov mostov, zgrajenih v času Hana, je bil leseni most z nosilci, ki ga opisujejo literarni viri in ga vidimo na reliefih, vklesanih v nagrobne opeke. Dokazi o ločnih mostovih so nejasni: eden pred južnimi vrati Čengduja naj bi izviral iz obdobja Han, medtem ko je bil tisti, ki ga je zgradil Ma Šjan (kitajsko: 馬賢) (leta 135 n. št.), zagotovo most z nosilci. Reliefna skulptura iz grobnice Han v provinci Sečuan prikazuje ločni most s postopno krivuljo, kar nakazuje, da je segmenten, čeprav uporaba takšnih mostov ni povsem potrjena. Čeprav v virih Han obstajajo redke omembe preprostih visečih mostov, so ti omenjeni le v povezavi s potovanji v tuje države v Himalaji, Hindukušu in Afganistanu, kar dokazuje starodavnost izuma tam. Plavajoči pontonski mostovi iz čolnov, pritrjenih z železnimi verigami, so bili zgrajeni v času Hana (nekateri so celo premostili Rumeno reko in reko Jangce) in so bili najpogosteje uporabljeni v vojaške namene, saj jih je bilo mogoče enostavno sestaviti in nato razstaviti.

## Medicina
Veliko prepričanj zdravnikov iz obdobja Han je sodobnim zgodovinarjem znanih prek besedil, kot je medicinski Notranji kanon Rumenega cesarja (Huangdi neidžing), ki je bil sestavljen od 3. do 2. stoletja pr. n. št. in je bil omenjen v Knjigi poznejšega Hana. Iz tega in drugih besedil je razvidno, da so njihova metafizična prepričanja o petih elementih ter jinu in jangu narekovala njihove medicinske odločitve in predpostavke. Kitajci iz obdobja Han so verjeli, da je vsak organ v telesu povezan z eno od petih elementov (kovina 金, les 木, voda 水, ogenj 火, zemlja 土) in da ima dva kanala za cirkulacijo či (kitajsko: 任督二脉). Če bi bili ti kanali moteni, medicinska besedila dinastije Han nakazujejo, da bi moral človek zaužiti užitno snov, povezano z eno od teh faz, ki bi preprečila predpisano fazo organa in si tako povrnila zdravje. Kitajci so na primer verjeli, da bi moral jesti kislo hrano, ko srce – povezano s fazo ognja – povzroči, da postane človek lenoben, ker je povezana s fazo lesa (ki spodbuja ogenj). Kitajci dinastije Han so verjeli tudi, da lahko zdravnik z uporabo pulzne diagnoze ugotovi, kateri organ v telesu oddaja vitalno energijo (či) in katere lastnosti ima slednji, da bi ugotovil natančno motnjo, za katero trpi bolnik. Kljub vplivu metafizične teorije na medicino besedila dinastije Han dajejo tudi praktične nasvete, kot je pravilen način izvajanja kliničnega prebadanja za odstranitev abscesa. Huangdi neidžing je v 24-urnem obdobju zabeležil simptome ljudi z različnimi boleznimi jeter, srca, vranice, pljuč ali ledvic, kar je bilo priznanje cirkadianega ritma, čeprav je bilo pojasnjeno v smislu petih faz.
V svojem delu Bistveni medicinski zakladi zlate sobe (Jinkui yaolue) je Džang Džongdžing (ok. 150 – ok. 219 n. št.) prvi predlagal, da bi regulirana prehrana, bogata z določenimi vitamini, lahko preprečila različne vrste bolezni, kar je Hu Sihuija (deloval 1314–1330) vodilo k predpisovanju prehrane, bogate z vitaminom B1, kot zdravljenja za beriberi. Džangovo glavno delo je bila Razprava o poškodbah zaradi mraza in raznih motnjah (Šhanghan zabing lun). Hua Tuo (umrl 208 n. št.) je bil zdravnik, ki je preučeval Huangdi neidžing in se podučil o kitajskem zeliščarstvu. Hua Tuo je med operacijami uporabljal anestezijo pri bolnikih in ustvaril mazilo, ki naj bi v enem mesecu popolnoma zacelilo operacijske rane. Pri eni diagnozi bolne ženske je razvozlal, da v maternici nosi mrtev plod, ki ga je nato odstranil in jo ozdravil njenih tegob.
Zgodovinski viri pravijo, da je Hua Tuo redko prakticiral moksibustijo in akupunkturo. Prva omemba akupunkture v kitajski literaturi se pojavlja v Huangdi neidžingu. Akupunkturne igle iz zlata so bile najdene v grobnici hanskega kralja Liu Šenga (umrl 113 pr. n. št.). Nekatere kamnite upodobitve akupunkture izvirajo iz vzhodnega obdobja Han (25–220 n. št.). Hua Tuo je pisal tudi o domnevno življenje podaljševalnih vajah kalistenike. V medicinskih besedilih iz 2. stoletja pr. n. št., izkopanih iz Mavangduija, ilustrirane diagrame kalisteničnih položajev spremljajo opisni naslovi in napisi. Vivienne Lo piše, da sodobne telesne vaje tai čija in čigonga izhajajo iz kalistenike iz obdobja Han.

## Kartografija
Izdelava zemljevidov na Kitajskem je bila pred dinastijo Han. Ker dva svilena zemljevida iz 4. stoletja pr. n. št. iz države Čin (najdena v Gansuju, ki prikazujeta območje okoli reke Džjaling) prikazujeta izmerjeno razdaljo med kraji nabiranja lesa, Mei-ling Hsu trdi, da jih je treba šteti za prve znane gospodarske zemljevide (saj so starejši od zemljevidov rimskega geografa Strabona, ok. 64 pr. n. št. – 24 n. št.). Zemljevide iz obdobja Han so odkrili tudi sodobni arheologi, kot so tisti, najdeni s svilenimi besedili iz 2. stoletja pr. n. št. v Mavangduiju. V nasprotju z zemljevidi dinastije Čin zemljevidi dinastije Han, najdeni v Mavangduiju, uporabljajo bolj raznoliko uporabo kartografskih simbolov, pokrivajo večje območje in prikazujejo informacije o lokalnem prebivalstvu ter celo natančno določajo lokacije vojaških taborov. Eden od teh zemljevidov prikazuje položaje vojaških garnizij dinastije Han, ki naj bi leta 181 pr. n. št. napadle Nanjue.
V kitajski literaturi najstarejša omemba zemljevida izvira iz leta 227 pr. n. št. Obredi Džova (Džouli), sestavljeni v času dinastije Han in komentirani s strani Liu Šina v 1. stoletju n. št., omenjajo uporabo zemljevidov za vladne province in okrožja, kneževine, mejne meje ter lokacije rud in mineralov za rudarske obrate. Prvi kitajski geografski slovar je bil napisan leta 52 n. št. in je vključeval informacije o teritorialnih delitvah, ustanovitvi mest ter lokalnih izdelkih in običajih. Pei Šju (224–271 n. št.) je bil prvi, ki je podrobno opisal uporabo graduirane lestvice in geometrijsko narisane referenčne mreže. Vendar pa zgodovinarji Howard Nelson, Robert Temple in Rafe de Crespigny trdijo, da obstaja dovolj literarnih dokazov, da je Džang Hengovo zdaj izgubljeno delo iz leta 116 n. št. vzpostavilo geometrijsko referenčno mrežo v kitajski kartografiji (vključno z vrstico iz Knjige poznejšega Hana: »[Zhang Heng] je narisal mrežo koordinat o nebu in zemlji ter na podlagi nje izračunal«). Čeprav obstajajo ugibanja, ki jih spodbuja poročilo v Siminih Zapisih velikega zgodovinarja, da je v grobnici Čin Ši Huanga velikanski reliefni zemljevid, ki predstavlja cesarstvo Čin, je znano, da so bili v času dinastije Han ustvarjeni majhni reliefni zemljevidi, kot je tisti, ki ga je iz riža izdelal vojaški častnik Ma Juan (14 pr. n. št. – 49 n. št.).

## Navtika in vozila
Leta 1975 so v Guangdžovu odkrili starodavno ladjedelnico, ki je zdaj datirana v pozno 3. stoletje pr. n. št., izdelana pa je bila bodisi v času dinastije Čin (221–206 pr. n. št.) bodisi v času zgodnje zahodne dinastije Han. Imela je tri velike ploščadi, s katerimi je bilo mogoče graditi lesene ladje, dolge 30 m, široke 8 m in z nosilnostjo 60 metričnih ton. Druga ladjedelnica Han v današnji provinci Anhui je imela vladno pomorsko delavnico, kjer so sestavljali bojne ladje. Široka uporaba železnega orodja v času dinastije Han je bila bistvena za izdelavo takšnih plovil.
Širitev dinastije Han proti jugu je privedla do novih trgovskih poti in diplomatskih stikov s tujimi kraljestvi. Leta 111 pr. n. št. je cesar Vu osvojil kraljestvo Nanjue na območju današnjega severnega Vietnama ter Guangdong, Guangši in Junan; nato je odprl pomorsko trgovino z jugovzhodno Azijo in Indijskim oceanom, saj so tuji trgovci v cesarstvo Han prinašali lapis lazuli, bisere, žad in steklene izdelke. Ko je leta 166 n. št. na dvor dinastije Han prišla skupina popotnikov iz Rimskega cesarstva (domnevno diplomati Marka Avrelija, najverjetneje pa rimski trgovci), naj bi prihajali s te južne trgovske poti. Vsaj do 1. stoletja n. št. – kot dokazujejo miniaturni modeli ladij iz vzhodne dinastije Han iz keramike, najdeni v različnih grobnicah – so Kitajci z novim izumom krmila, krmilom na krmi, lahko krmarili po oddaljenih vodah. To je nadomestilo manj učinkovito krmarno veslo. Medtem ko je bila starodavna Kitajska dom različnih modelov ladij, vključno s plastovito in utrjeno stolpno ladjo, namenjeno mirnim vodam jezer in rek, je bila zasnova džunke (džun 船), ustvarjena v 1. stoletju, prva kitajska jadrnica, sposobna plovbe. Tipična džunka ima premec in krmo s kvadratnim koncem, trup z ravnim dnom ali trup v obliki reber brez kobilice ali krme ter trdne prečne pregrade namesto strukturnih reber, ki jih najdemo v zahodnih plovilih. Ker kitajska džunka ni imela krme, je bilo krmilo pritrjeno na zadnji del ladje z uporabo vitla ali bloka in krme (kar se je razlikovalo od poznejše evropske zasnove s čepom in kljuko iz 12. stoletja). Po avtorju iz 3. stoletja so imele džunke premčna in krmna jarda ter jadra z vpetjem.
Čeprav so konjske in volovske vprege ter vozovi s kolesi na naperah obstajali na Kitajskem že dolgo pred dinastijo Han, so literarni dokazi kazali na izum samokolnice šele v 1. stoletju pred našim štetjem, medtem ko poslikane freske na stenah grobnic Han iz 2. stoletja našega štetja prikazujejo samokolnico, ki se je uporabljala za prevoz blaga. Medtem ko se je oprsnica še vedno uporabljala v večjem delu antičnega sveta (in je prekomerno pritiskala na konjske vratove), so Kitajci v 4. stoletju pred našim štetjem v državi Ču na prsi svojih konj nameščali lesen jarem s sledmi do gredi voza (kot je razvidno na lakirani posodi iz obdobja Ču). V času Hanov so Kitajci ta težki jarem zamenjali z mehkejšim prsnim pasom.ref>Needham (1986c), 308–312.</ref> V zadnji fazi evolucije je bil na Kitajskem v 5. stoletju, v obdobju severnega Vei, izumljen sodobni konjski komat.

## Orožje in bojni stroji
Vrtljivi katapult, znan kot vlečni trebušet, je na Kitajskem obstajal že od obdobja vojskujočih se držav (kot dokazuje Mozi). V času dinastije Han so ga redno uporabljali tako oblegovalci kot obleganci. Najpogostejše izstrelno orožje, ki so ga uporabljali v času dinastije Han, je bil majhen ročni samostrel, ki se aktivira s sprožilcem (in v manjši meri repetirni samostrel), izumljen na Kitajskem v 6. ali 5. stoletju pr. n. št.
Kitajski Han so uporabljali tudi kemično bojevanje. Pri zadušitvi kmečkega upora v bližini Guijanga leta 178 n. št. so cesarske sile Han imele konjske vprege z mehovi, s katerimi so proti upornikom črpali apno v prahu (kalcijev oksid). Prav tako so prižigali zažigalne krpe, privezane na repe konj, da bi prestrašeni konji hiteli skozi sovražnikove vrste in motili njihove formacije.
Da bi odvrnili zasledovanje pehote ali konjenice, so Han Kitajci izdelali bodičaste železne krogle z ostrimi reglji, ki štrlijo v vse smeri, ki so jih lahko raztresli po tleh in prebodli noge ali kopita tistih, ki se jih niso zavedali.